# Thiên nga cổ đen

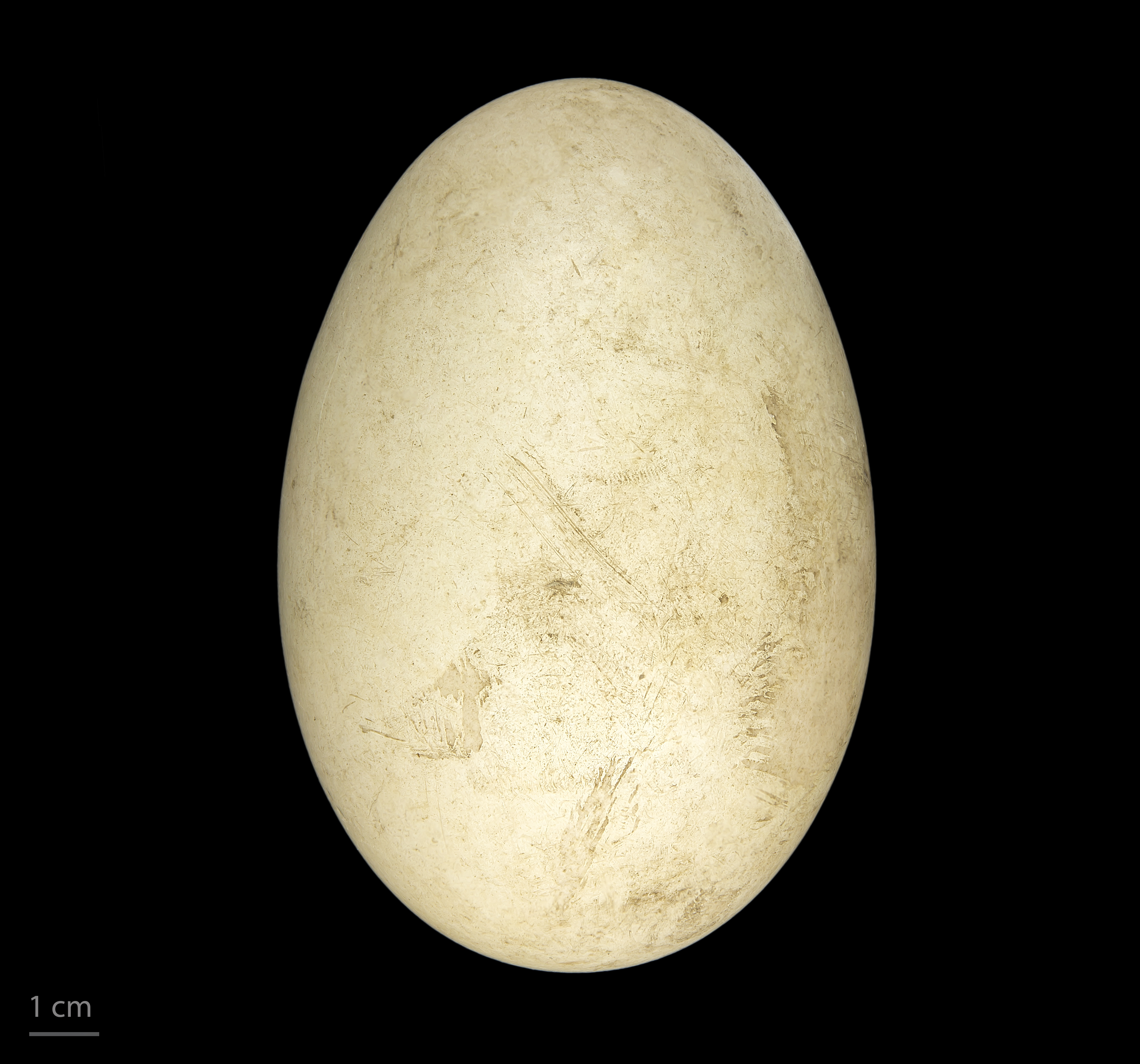
Cygnus melancoryphus

Thiên nga cổ đen (danh pháp hai phần: Cygnus melancoryphus) là một loài thiên nga thuộc họ Vịt. Đây là loài bản địa Nam Mỹ. Con trưởng thành trung bình dài 102–124 cm và cân nặng 3,5-6,7 cm. Sải cánh từ 135 đến 177 cm (53 đến 70 in). Lông thân màu trắng với cổ đen và đầu đen và mỏ hơn xám.